# Chiesa del Sacro Cuore di Gesù (Vallada Agordina)
La chiesa del Sacro Cuore di Gesù è la parrocchiale di Sachet, frazione-capoluogo del comune sparso di Vallada Agordina, in provincia di Belluno e diocesi di Belluno-Feltre; fa parte della convergenza foraniale di Agordo-Livinallongo.

## Storia

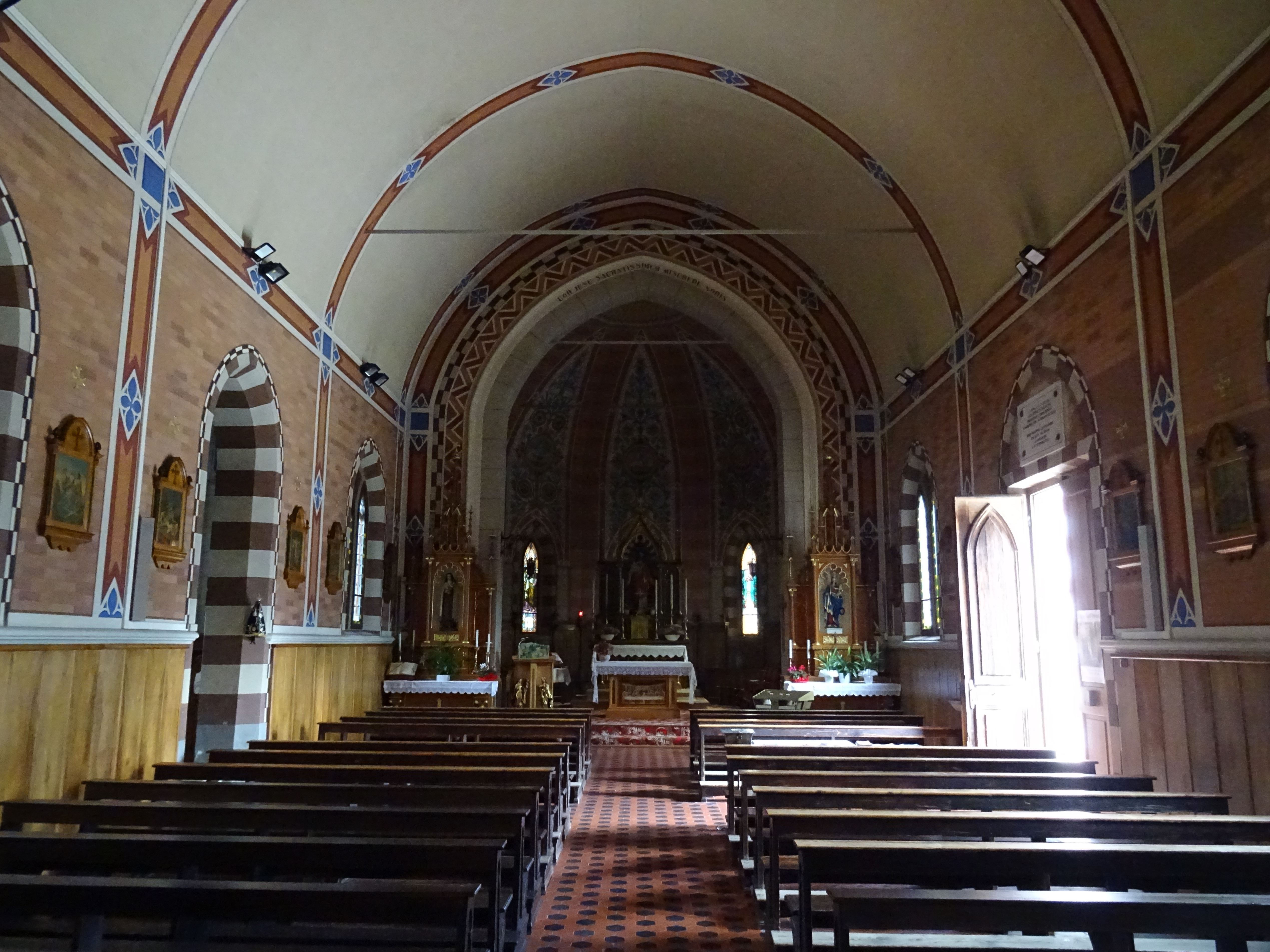
Interno

Già dal Medio Evo i fedeli di Vallada, per assistere alle sacre funzioni, si recavano presso l'antica chiesa di San Simon, che ecclesiasticamente dipendeva dalla pieve di San Giovanni Battista di Canale d'Agordo.
Nel 1919, dopo la nomina a pievano-arciprete di Canale di don Filippo Carli, a Vallada si tenne un'assemblea dei capifamiglia valladesi, i quali deliberarono di far costruire nella frazione Sachet una nuova chiesa, più comoda da raggiungere della precedente e, così, dopo due anni si iniziò l'iter da seguire per la realizzazione del progetto. La prima pietra del nuovo luogo di culto venne posta nel 1926; l'edificio fu poi completato nel 1929 e consacrato il 24 ottobre di quell'anno dal vescovo di Feltre e Belluno Giosuè Cattarossi.
La chiesa venne eretta a parrocchiale il 1º agosto 1938 e a partire dal 1998 fu interessata da un intervento di restauro.

## Descrizione

### Esterno

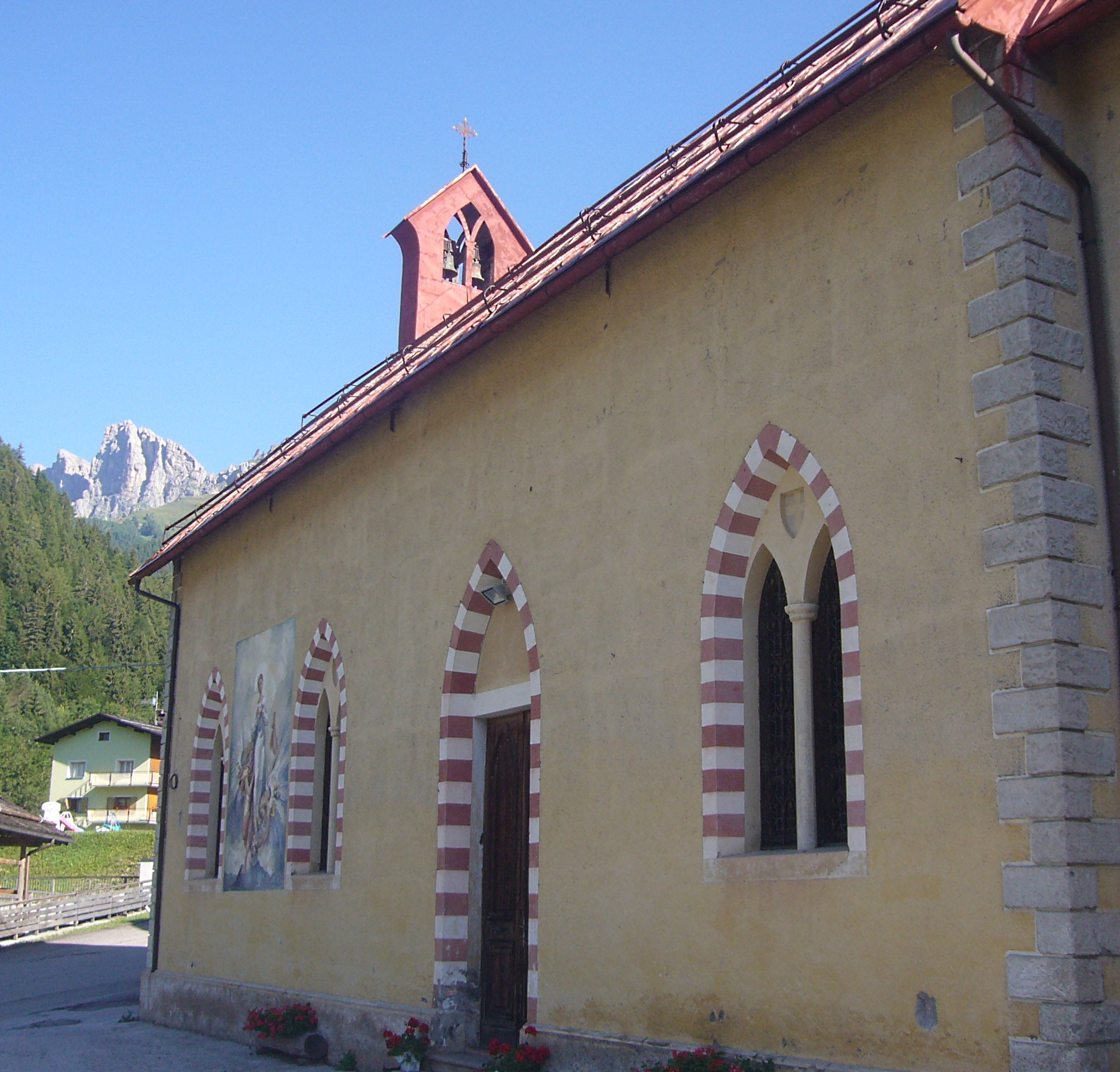
Il lato meridionale della chiesa

La facciata a capanna della chiesa, rivolta a nordovest, presenta centralmente il portale d'ingresso, sormontato da una lunetta a sesto acuto e caratterizzato da una cornice bicroma, e sopra il rosone e una piccola bifora murata.
Sopra il prospetto principale vi è il campaniletto a vela, ospitante due campane. 

### Interno
L'interno dell'edificio si compone di un'unica navata, le cui pareti sono abbellite da cornici e sulla quale si affaccia sul lato settentrionale la cappella del battistero, mentre sul meridionale si apre l'ingresso secondario, anch'esso abbellito da una lunetta a sesto acuto; al termine dell'aula si sviluppa il presbiterio, rialzato di due scalini e chiuso dall'abside di forma poligonale.
L'opera di maggior pregio qui conservata è la statua raffigurante il Sacro Cuore, scolpita nel 1926 dal gardenese Ferdinando Stuflesser.